# Сан-Жуан-ду-Иваи
Сан-Жуан-ду-Иваи (порт. São João do Ivaí) — муниципалитет в Бразилии, входит в штат Парана. Составная часть мезорегиона Северо-центральная часть штата Парана. Входит в экономико-статистический  микрорегион Ивайпоран. Население составляет 13 669 человек на 2005 год. Занимает площадь 353,331 км². Плотность населения — 39,5 чел./км².
Праздник города — 20 декабря.

## История
Город основан в 1964 году.

## Статистика
- Валовой внутренний продукт на 2003 год составляет 97 152 208,00 реалов (данные: Бразильский институт географии и статистики).
- Валовой внутренний продукт на душу населения на 2003 год составляет 8226,96 реалов (данные: Бразильский институт географии и статистики).
- Индекс развития человеческого потенциала на 2000 год составляет 0,689 (данные: Программа развития ООН).

## География
Климат местности: субтропический. В соответствии с классификацией Кёппена, климат относится к категории Cfa.